# Estlands damlandslag i bandy
Estlands damlandslag i bandy spelade sitt första VM i Chengde 2018 och slutade sjua bland åtta deltagande nationer. Före mästerskapet hade man bara spelat en träningsmatch på stor bana, i Borgå mot 15-åriga pojkar, vilken förlorades med 12-0.